# Patowmack Canal

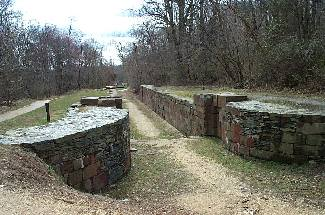
Ruiny pierwszej śluzy na kanale Patowmack

Patowmack Canal – kanał wybudowany pod koniec XVIII wieku wzdłuż zachodniego brzegu rzeki Potomak w amerykańskim stanie Wirginia. Działał od 1802 do 1828 roku i umożliwiał żeglugę na Potomaku w rejonie wodospadów Great Falls. 

## Historia

### Idea wybudowania kanału
Realizacja wizji uczynienia Potomaku rzeką żeglowną aż do doliny rzeki Ohio była jednym z najważniejszych życiowych przedsięwzięć George'a Washingtona. W niepewnych latach po wojnie o niepodległość Stanów Zjednoczonych Washington uważał, że transport i handel pomogą przyciągnąć do Stanów Zjednoczonych mieszkańców obszarów położonych na zachód od Appalachów. Potomak był najkrótszą drogą łączącą zatokę Chesapeake – miejsce łatwo dostępne ze wschodniego wybrzeża, umożliwiające wówczas handel transatlantycki – z wodami rzeki Ohio, które zapewniały połączenie z rozwijającymi się terenami na zachodzie. Na drodze tych planów stało wiele przeszkód – zarówno ze sfery materialnej, jak i politycznej.

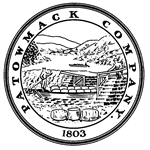
Logo Patowmack Company

Otwarcie Potomaku dla żeglugi wymagało współpracy pomiędzy stanami Maryland i Wirginia, dla których Potomak stanowi granicę. W 1784 roku Washingtonowi udało się przekonać zgromadzenia stanów do utworzenia przedsiębiorstwa, którego celem miało być otwarcie Potomaku dla żeglugi pomiędzy obecną dzielnicą Waszyngtonu, Georgetown, a znajdującym się 300 kilometrów w górę biegu rzeki miastem Cumberland. Przedsiębiorstwo przyjęło nazwę Patowmack Company i powstało 17 maja 1785 roku. Na jego czele stanął George Washington i pełnił swoją funkcję aż do objęcia fotela prezydenta Stanów Zjednoczonych.
Delegaci z Maryland i Wirginii spotkali się w prywatnym domu Washingtona w 1785 roku, aby uzgodnić Mount Vernon Compact – porozumienie z Mount Vernon – które miało umożliwić wolny handel na rzece. Przedstawiciele Maryland i Wirginii podpisali je, a następnie zaprosili reprezentantów wszystkich trzynastu stanów na specjalny zjazd w Annapolis w 1786 roku, aby "rozważyć, jak dalece konieczny dla wspólnych interesów może być jednolity system regulacji handlowych". Spotkanie w Annapolis doprowadziło do zwołania kolejnego zjazdu przedstawicieli stanów w maju 1787 roku w Filadelfii, podczas którego uzgodniono Konstytucję Stanów Zjednoczonych. W ten sposób wysiłki Washingtona związane z wybudowaniem kanału pośrednio przyczyniły się do uchwalenia tego zasadniczego w historii Stanów Zjednoczonych aktu prawnego.

### Budowa kanału

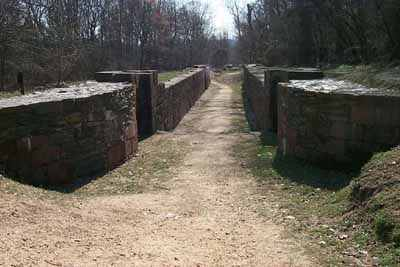
Ruiny drugiej śluzy na kanale Patowmack

Potomak stwarzał budowniczym kanału szereg problemów natury fizycznej. Rzeka jest miejscami wąska i kręta, a różnica poziomów pomiędzy Cumberland i zatoką Chesapeake wynosi ponad 200 metrów. Wiosenne roztopy podnoszą często poziom wody niebezpiecznie wysoko, a letnie susze mogą sprawiać, że rzeka staje się bardzo płytka. Aby umożliwić żeglugę, Patowmack Company musiało w niektórych miejscach rzekę pogłębić, a w celu ominięcia wodospadów – wybudować pięć oddzielnych kanałów.
Zdecydowanie najtrudniejszym zadaniem było ominięcie wodospadów Great Falls. W tym rejonie rzeka opada niemal 25 metrów na długości półtora kilometra. Silny nurt, twarda skała oraz ograniczenia finansowe i wiążące się z nimi niedostatki siły roboczej spowalniały budowę kanału.
Budowa rozpoczęła się w 1785 roku i trwała 17 lat, o sześć lat dłużej, niż zajęło wytyczenie, wybudowanie i zasiedlenie Waszyngtonu - nowej stolicy odległej od kanału o 15 kilometrów w dół rzeki. Stwarzająca wrażenie schodów seria pięciu śluz umożliwiała podnoszenie i opuszczanie łodzi w celu ominięcia wodospadów. Budowa śluz była sporym przedsięwzięciem inżynieryjnym i wymagała znacznych ilości siły roboczej. Przy budowie pracowały rzesze robotników i niewolników z okolicznych plantacji. Praca była trudna i niebezpieczna. Aby utworzyć ostatnie trzy śluzy litą skałę wysadzano przy pomocy czarnego prochu. Było to jedno z pierwszych "budowlanych" zastosowań prochu w Ameryce.
George Washington często z dumą odwiedzał kanał podczas jego budowy; nie dożył jednak ukończenia projektu, który stał się jego idée fixe. Zmarł w 1799 roku dwa lata przed otwarciem kanału na odcinku Great Falls. Lecz w dłuższej perspektywie wizja Washingtona kraju wzmocnionego dzięki handlowi stała się faktem. Jego częsty toast "Za sukces żeglownego Potomaku!" przeszedł do historii Stanów Zjednoczonych.

### Funkcjonowanie kanału
Tysiące łodzi przepływało przez śluzy w okolicy Great Falls wioząc mąkę, whisky, tytoń oraz żelazo w dół rzeki i wracając pod prąd z ubraniami, narzędziami, bronią i innymi produktami przemysłowymi. Z kanału korzystały łodzie różnego rodzaju: od prymitywnych tratw, po barki, które mogły przewozić nawet 20 ton towarów. Podróż zazwyczaj zajmowała od 3 do 5 dni w dół rzeki i od 10 do 12 dni pod prąd – do Cumberland.
Wokół budowy powstało nowe miasteczko, które stanowiło zaplecze dla robotników i było siedzibą Patowmack Company. Harry "Light Horse" Lee, bohater wojny o niepodległość Stanów Zjednoczonych (ojciec generała Roberta E. Lee) nazwał je Matildaville na cześć swojej żony Matyldy. W okresie świetności miasteczko miało własny młyn, tartak, rynek oraz liczne gospody i inne budynki gospodarcze i mieszkalne. Często zatrzymywali się tu żeglarze, by się posilić i odpocząć przed dalszą podróżą.
Życie miasteczka, które powstało jako baza dla operacji związanych z funkcjonowaniem kanału, żywotnie zależało od losów kanału i przedsiębiorstwa Patowmack Company. Dziś z miasteczka pozostały zaledwie trudno zauważalne ruiny.

### Upadek kanału

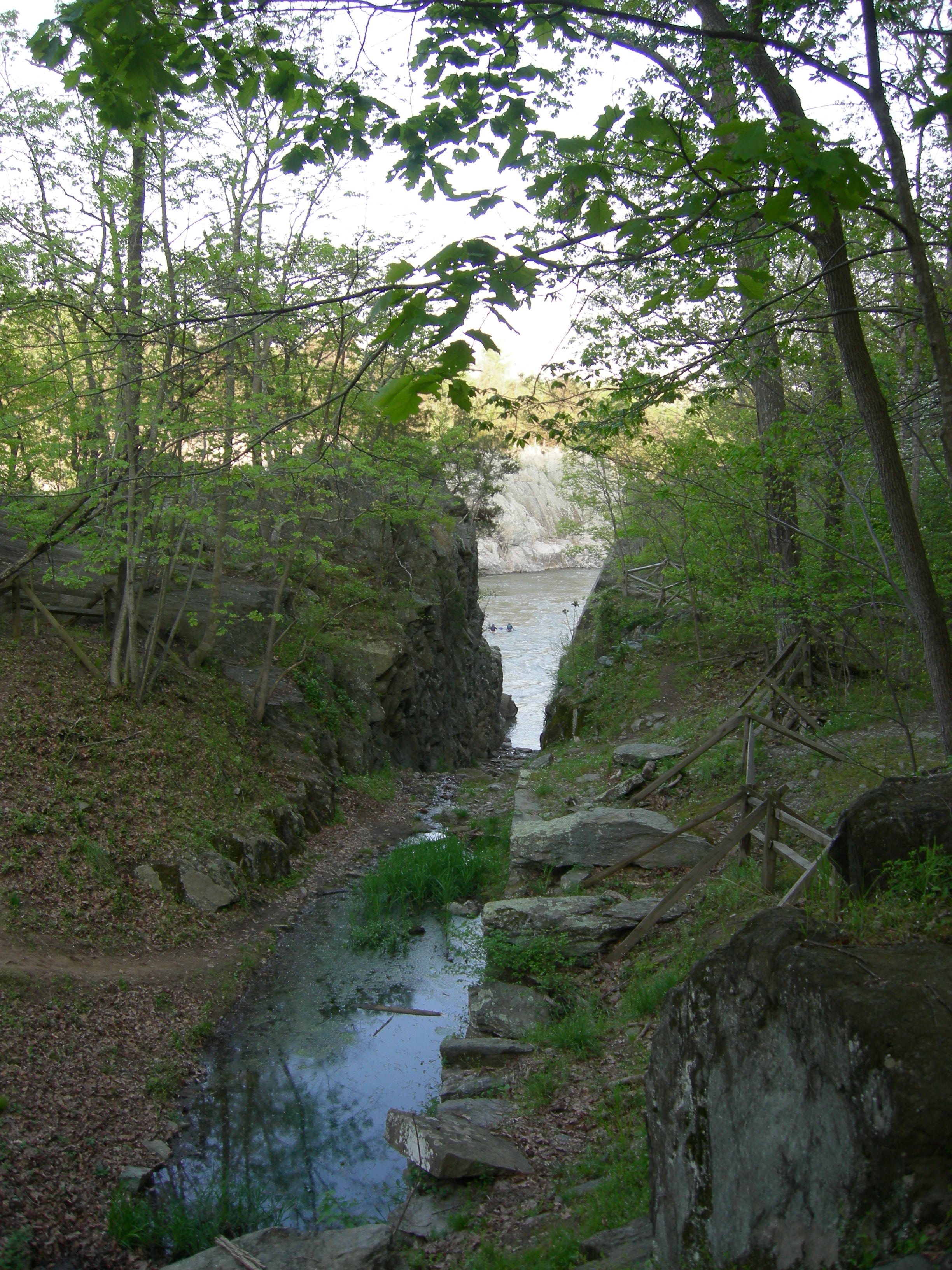
Pozostałości po kanale Patowmack

Największą przeszkodą dla całego projektu okazały się finanse. Duże koszty budowy, szczególnie w okolicy Great Falls, i niedostateczne przychody doprowadziły przedsiębiorstwo do bankructwa. Niepewny i zmienny poziom wód sprawiał, że z kanału można było korzystać zaledwie jeden lub dwa miesiące w roku. Przychody z opłat za korzystanie z kanału nie starczały nawet na pokrycie odsetek od kredytów.
Ostatecznie przedsiębiorstwo Patowmack Company upadło w 1828 roku i jego aktywa zostały przejęte przez nowo utworzoną firmę Chesapeake and Ohio Canal Company. W 1830 roku zadecydowała ona o całkowitym zamknięciu kanału Patowmack na rzecz bardziej ambitnego przedsięwzięcia, kanału Chesapeake i Ohio, który miał połączyć także Cumberland z Waszyngtonem, ale przebiegać miał przeciwległym, wschodnim brzegiem Potomaku. Obecnie tereny tego kanału są objęte ochroną, jako narodowy park historyczny kanału Chesapeake i Ohio.
Chociaż inwestycja Patowmack Canal zakończyła się finansowym niepowodzeniem, doświadczenia zebrane przy budowie i funkcjonowaniu kanału przyczyniły się do rozpoczęcia budowy innych kanałów na obszarze Stanów Zjednoczonych, inwestycji ważnych dla wzrostu gospodarczego kraju.

## Kanał jako zabytek
W 1930 roku Kongres Stanów Zjednoczonych zezwolił na ustanowienie parku na obszarze związanym z kanałem Patowmack. W 1966 roku odpowiedzialność za te tereny przejęła agenda zajmująca się parkami narodowymi (National Park Service) – wówczas to ustanowiono Great Falls Park. Zachowanie i ochrona kanału Patowmack jest obecnie jednym z narodowych priorytetów – obecnie prawo zabrania prowadzenia na tym terenie wykopalisk, a nawet zabierania z tego terenu jakichkolwiek przedmiotów.
Znaczenie kanału dla rozwoju Stanów Zjednoczonych zostało podkreślone przez wpisanie go na krajową listę zabytków.